# بوستوم

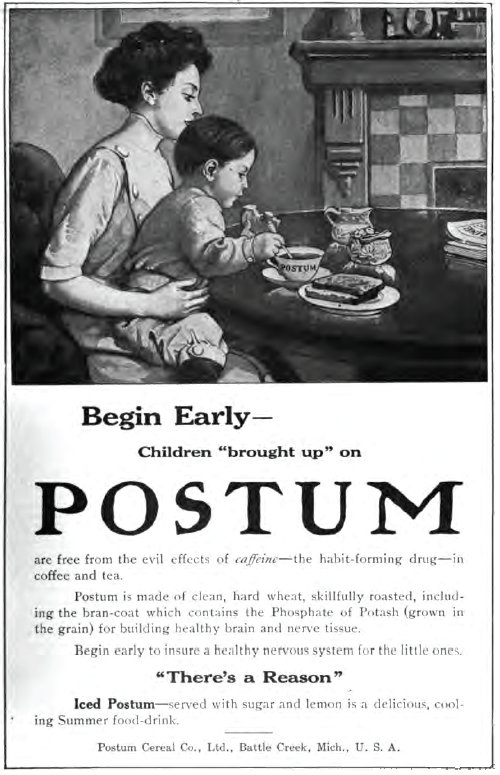
اعلان عن البوستوم يعود للعام 1910

بوستيوم (بالإنجليزية: Postum)‏ هو مشروب بودرة محمصة وكبديل للقهوة، حيث يعود تاريخه إلى سنة 1895، عندما أنشئه مؤسس شركة بزنس سيريال، حيث أن المشروب خال من الكافيين، وتم تسويقه كبديل لمستهلكي اللبن.
وتم تطوير المنتج ليكون سريع التحضير سنة 1912. وتتكون بوستوم من نخالة القمح المحمص والقمح ولب السكر. وبالإضافة إلى النكهة الأصلية، تم تقديم إصدارات بنكهة القهوة والكاكاو.

## تاريخها
سرعان ما أصبحت بوستيوم مشهورة جدا، وذلك نتيجة الاعلانات والدعاية المكثفة مع شعار غامض * هناك سبب* ضد مخاطر المزعومة للقهوة والكافيين وتعزيز فوائد البوستيوم.
عندما ظهر المنتج المقلد، عرضت الشركة منتجا ارخص مماثل لبوستيوم وهو منتج مونك. بعدها تم إنتاج بوستيوم سريع التحضير سنة 1911 وتطويره سنة 1912.